# Boroșteni, Gorj
Boroșteni este un sat în comuna Peștișani din județul Gorj, Oltenia, România.
 Acest articol despre o localitate din județul Gorj este deocamdată un ciot. Puteți ajuta Wikipedia prin completarea lui.